# Episodi di Bored to Death - Investigatore per noia (terza stagione)
La terza e ultima stagione della serie televisiva Bored to Death - Investigatore per noia, composta da 8 episodi, è stata trasmessa in prima visione assoluta negli Stati Uniti d'America da HBO dal 10 ottobre al 28 novembre 2011.
In Italia la stagione è stata trasmessa in prima visione da Sky Atlantic, canale a pagamento della piattaforma satellitare Sky, dal 25 al 29 maggio 2015.
| nº | Titolo originale                       | Prima TV USA     | Prima TV Italia |
| -- | -------------------------------------- | ---------------- | --------------- |
| 1  | The Blonde in the Woods                | 10 ottobre 2011  | 25 maggio 2015  |
| 2  | Gumball!                               | 17 ottobre 2011  | 25 maggio 2015  |
| 3  | The Black Clock of Time                | 24 ottobre 2011  | 26 maggio 2015  |
| 4  | We Could Sing a Duet                   | 31 ottobre 2011  | 27 maggio 2015  |
| 5  | I Keep Taking Baths Like Lady Macbeth  | 7 novembre 2011  | 28 maggio 2015  |
| 6  | Two Large Pearls and a Bar of Gold     | 14 novembre 2011 | 28 maggio 2015  |
| 7  | Forget the Herring                     | 21 novembre 2011 | 29 maggio 2015  |
| 8  | Nothing I Can't Handle by Running Away | 28 novembre 2011 | 29 maggio 2015  |